# Yamanaka Sadao

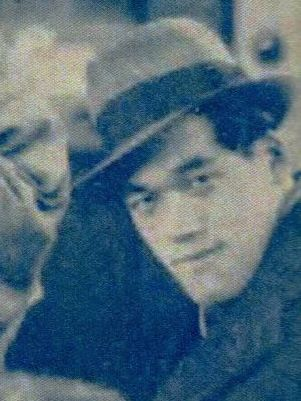
Yamanaka Sadao

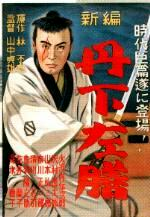
„Tange Sazen“

Yamanaka Sadao (japanisch 山中 貞雄; geboren 8. November 1909 in Kyōto; gestorben 17. September 1938 in China) war ein japanischer Filmregisseur und Drehbuchautor. Er war einer der repräsentativsten Regisseure des japanischen Films in den 1930er Jahren, in der Übergangszeit vom Stummfilm zum Tonfilm.

## Leben und Wirken
Yamanaka Sadao machte im Jahr 1927 seinen Abschluss an der „Municipal Daiichi Commercial High School“ (市立第一商業高等学校). Er kam, unterstützt von seinem Schulfreundes Makino Masahiro (1908–1993), zu dessen Filmunternehmen Makino Pro. 1932 veröffentlichte er „Iso no Genta, Dakine no Nagadosu“ (磯の源太 抱寝の長脇差) – etwa „Iso no Genta mit dem langen Kurzschwert“ mit dem bekannten Schauspieler Arashi Kanjūrō (1902–1980) und erregte viel Aufmerksamkeit für seine frische Bildsprache. Nach seinem Wechsel zum Filmunternehmen Nikkatsu veröffentlichte er hervorragende Werke wie „Bangaku no Issho“ (盤嶽の一生) – „Das Leben des Bangaku“ und „Nezumi Kozō Jirokichi“ (鼠小僧次郎吉) „Die Ratte Kozō Jirokichi“ – 1933 und erwarb er sich die Anerkennung von Shōchikus Regisseur Ozu Yasujirō.
In „Kunisada Chūji“ (国定忠治) 1935, das die Menschen auf der Poststation zeigt, die den von den Behörden verfolgten Chuji unterstützen, in „Machi no irezumi–mono“ (街の入墨者) – „Straßentätowierer“ 1935, das die Beziehung eines Ex-Sträflings zu seiner Schwester und seiner Frau darstellt, und in anderen Filmen wird er zum Magier, der „Zeitgenössisches Drama mit klassischem Haarknoten zum Historiendrama kleiner Bürger“ macht. Es war auch das Ergebnis des Austauschs mit Ozu und der von ihm gegründeten Szenariogruppe „Narutaki-gumi“ (鳴滝組).
„Tange Sazen Yowa Hyakuman ryō“ (丹下左膳餘話 百萬両の壺) – „Geschichte von Tange Sazen und der 1 Million Ryō Vase“ 1935 wurde ein Film, der das Publikum zum Lachen brachte, indem er die Figur von Tange Sazen, eigentlich ein einäugiger, einhändige Monster-Schwertkämpfer zu einem gutaussehenden Wächter eines Bogenschießplatzes machte. Nachdem er in dem Theater Zenshin-za (前進座) „Kōchiyama Sōshun“ (河内山 宗俊) 1936 aufgeführt hatte, und Stücke des Kabuki-Autors Kawatake Mokuami (1816–1893) umgesetzt hatte, wechselte er zum neu gegründeten Unternehmen PCL.
In „Ninjo Kamifuku“ (人情紙風船) – „Menschlicher Luftballon“ (1937) stellte Yamanaka Gesetzlose in der Stadt und Rōnin, die ihren Herren verloren hatten, in pessimistischer Weise dar. Er wurde zum Kriegsdienst eingezogen und als einfacher Soldat auf die Schlachtfelder Chinas geschickt, wo er am 17. September 1938 an einer Krankheit starb, nicht einmal 29 Jahre alt.
Yamanaka arbeitete an der Wendung von einer theatermäßigen zu einer mehr realistischen Aufführungspraxis. Er beeinflusste den später arbeitenden Filmregisseur Kobayashi Masaki (1916–1996).